# بيورن فاو
بيورن فاو (بالألمانية: Björn Phau)‏ هو لاعب كرة مضرب ألماني.

## وصلات خارجية
- الموقع الرسمي للاعب (الألمانية)
- بيورن فاو على موقع رابطة محترفي التنس (الإنجليزية)
- بيورن فاو على موقع الاتحاد الدولي لكرة المضرب (الإنجليزية)
- بيورن فاو على موقع خلاصة التنس.كوم (الإنجليزية)